# Faro di Travemünde

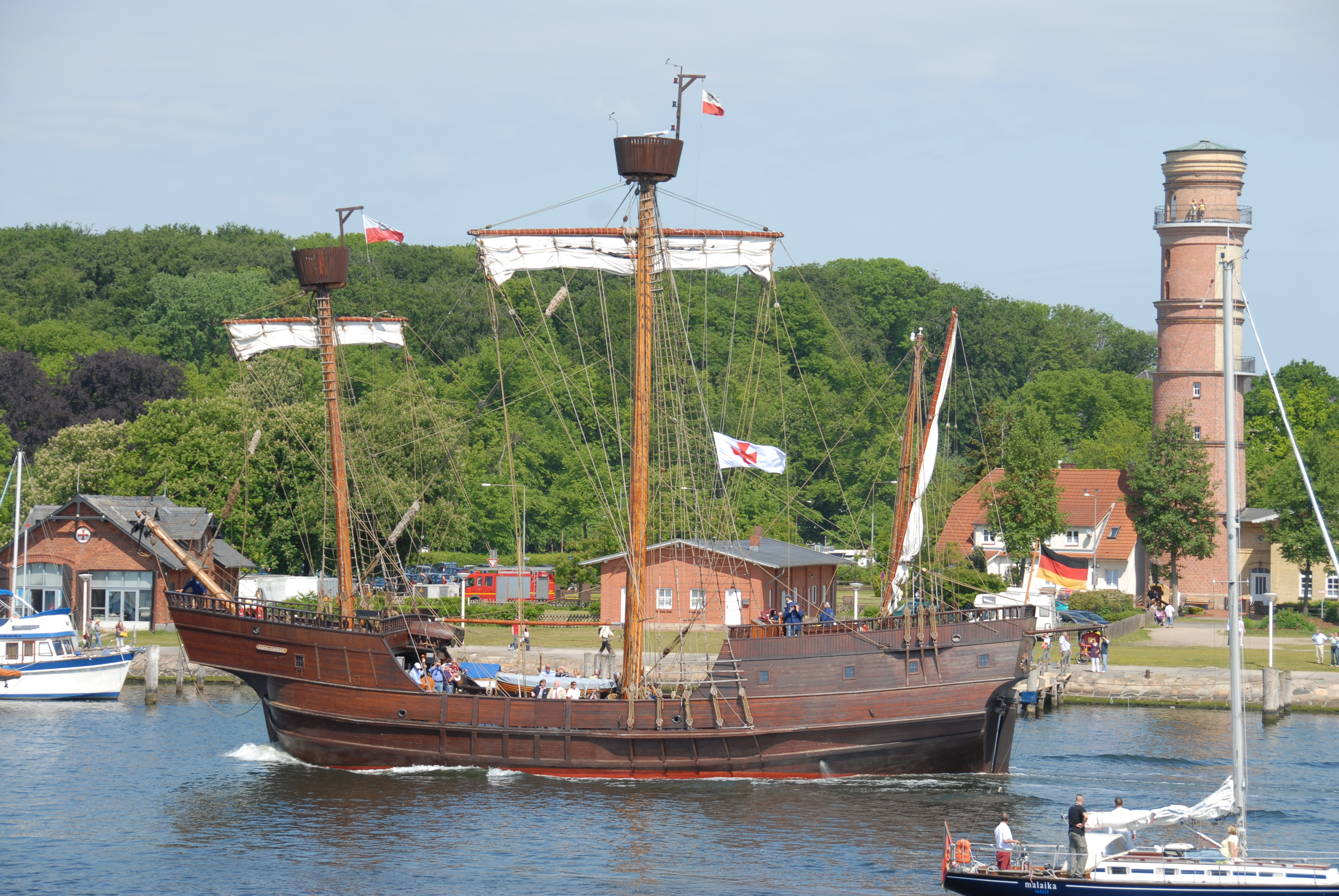
Veduta dell' antico faro di Travemünde

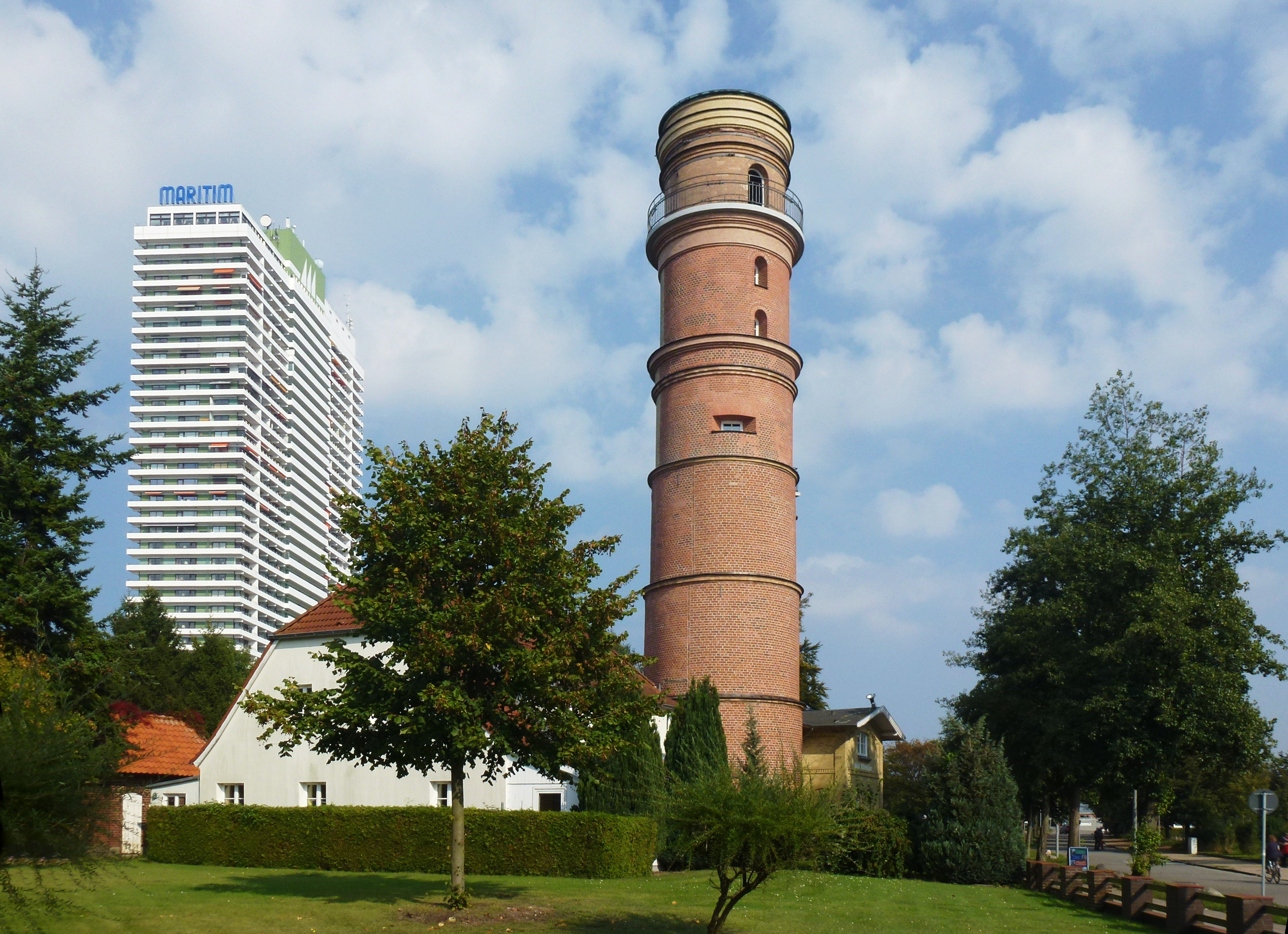
L'antico faro di Travemünde con il vicino hotel Maritim Travemünde, che funge anche da nuovo faro

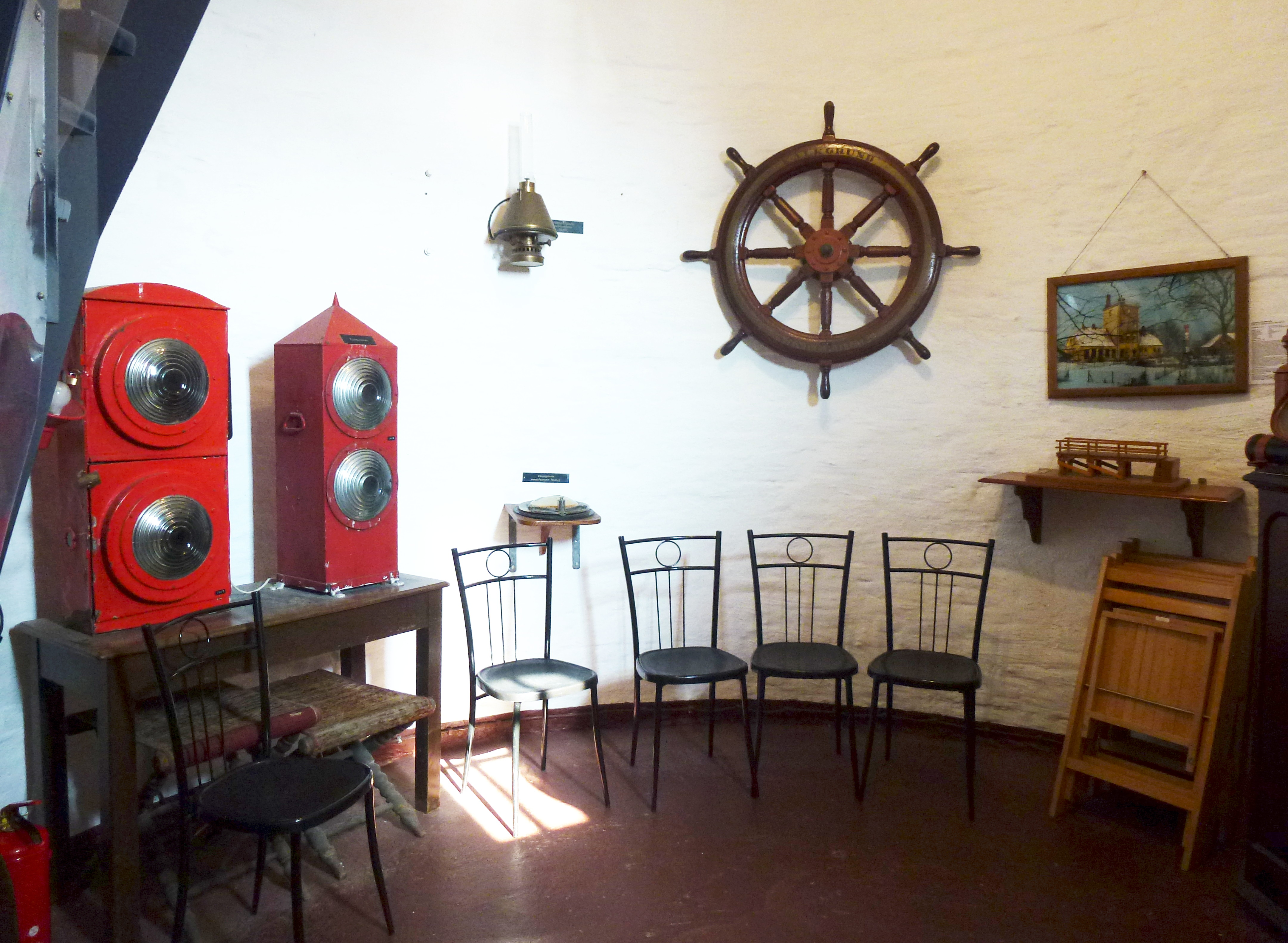
Il museo all'interno del faro

L'antico faro di Travemünde, noto anche semplicemente come faro di Travemünde (in tedesco Leuchtturm Travemünde), è un faro della località tedesca di Travemünde, nel comune di Lubecca (Schleswig-Holstein): costruito nel 1539 sulle rovine di un preesistente faro del XIV secolo, è il più antico faro della costa baltica tedesca e uno dei più antichi della Germania.

## Storia
In origine, si ergeva in loco un faro eretto dagli abitanti di Lubecca nel 1226, che fu però distrutto dalle truppe danesi nel 1534. Questo faro venne menzionato nel corso del XIII secolo come signum in una lettera dell'imperatore Federico II di Svevia.
Al suo posto, cinque anni dopo, venne costruito da dei muratori olandesi un nuovo faro.
Nel 1827, il faro venne colpito da un fulmine, che incendiò e distrusse la parte superiore della torre, in seguito ricostruita in stile neoclassico e dotata di lampade a olio.  Successivamente, il faro venne dotato di lampade ad arco (1903) e di lampadine (1937).
Nel 1922, il faro di Travemünde venne dichiarato monumento di interesse tecnico.
Il 7 aprile 1972, a causa della costruzione nelle immediate vicinanze di un albergo, il Maritim Travemünde, che due anni dopo sarebbe stato dotato a sua volta di un faro (il più alto d'Europa per altitudine, con 117 metri), l'antico faro venne definitivamente spento.
Il faro venne in seguito ristrutturato tra il 2003 e il 2004: nel corso della ristrutturazione, il costo della quale ammontò a 250.000 euro, vennero sostituite circa 12.000 pietre del faro.

## Descrizione
Il faro è alto 31 metri  ed è costituito da otto piani. Per salire fino alla torre del faro, bisogna percorrere 142 scalini.
Al suo interno è ospitato un museo marittimo, in cui sono esposti modellini di navi faro, lanterne, ecc.